# اس‌ام یو-۹۸
اس‌ام یو-۹۸ (به انگلیسی: SM U-98) یک زیردریایی بود که طول آن ۷۰٫۶۰ متر (۲۳۱٫۶ فوت) بود. این زیردریایی در سال ۱۹۱۷ ساخته شد.